# Lasioglossum tenuicorne
Lasioglossum tenuicorne är en biart som först beskrevs av Cockerell 1946.  Lasioglossum tenuicorne ingår i släktet smalbin, och familjen vägbin. Inga underarter finns listade i Catalogue of Life.